# Beata Golacik

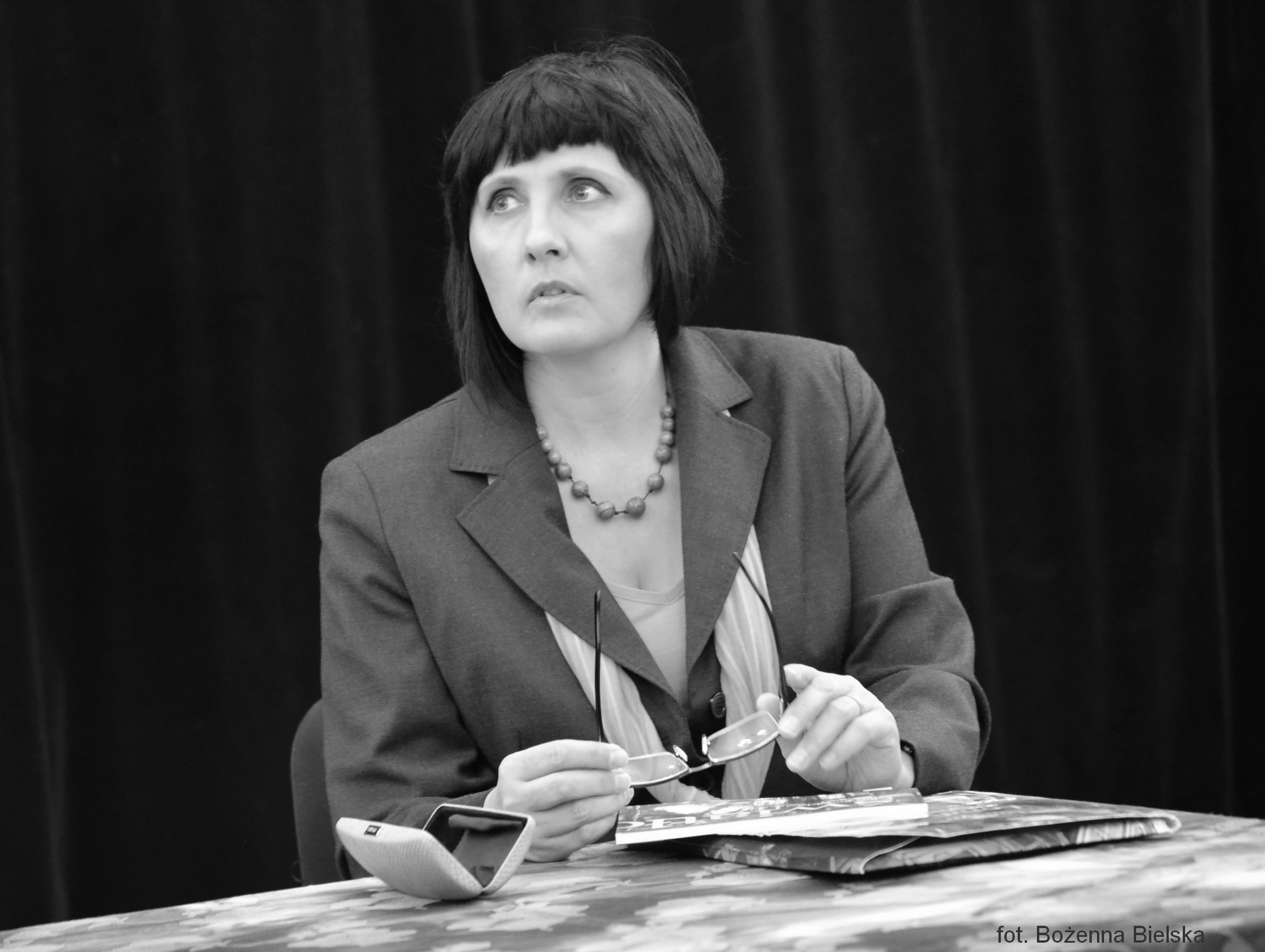
Beata Golacik, 2014

Beata Golacik (ur. w 1966 w Świdniku) – polska poetka i felietonistka. Wiersze publikuje pod pseudonimem Kalina Kowalska.
Nauczycielka w szkole średniej. Pracuje i mieszka w Świdniku.

## Życiorys
Ukończyła teologię na Katolickim Uniwersytecie Lubelskim, studia podyplomowe: Filozofia i etyka na UMCS oraz studia z zakresu nauk społecznych i zarządzania zasobami ludzkimi. 
Zajmuje się również publicystyką literacką. Autorka felietonów i recenzji. Prowadzi dwa autorskie blogi związane z literaturą. Publikuje w "Akcencie" - lubelskim kwartalniku literackim, "Almanachu Prowincjonalnym" - raciborskim półroczniku literacko-społecznym, „Latarni Morskiej” - pomorskim magazynie literacko-artystycznym oraz roczniku kulturalnym "Piosenka". 
Umieszczona w antologii poetów lubelskich Bogusława Wróblewskiego Lublin - miasto poetów (2016).
Otrzymała nagrodę artystyczną burmistrza Świdnika za rok 2012. 
Jurorka w konkursach literackich organizowanych przez Robotnicze Stowarzyszenie Twórców Kultury w Świdniku w ramach corocznych Ogólnopolskich Prezentacji Twórczości. Prowadzi warsztaty literackie dla młodzieży i dorosłych.
Autorka tomików: Za mną przede mną (2011), Światło (2012), Łupki (2013), Złodziejka głosu (2016), Bosy Karmel (2021). Wcześniej wiersze Kaliny Kowalskiej ukazywały się w antologiach poetyckich: Ogrodowe portrety (2010) i Ogrodowe pejzaże (2009) oraz w okolicznościowym zbiorku – Układanka (2006, 2007 bez rejestracji ISBN).